# A babbo morto. Una storia di Natale
A Babbo morto. Una storia di Natale è una graphic novel di Zerocalcare, con i colori di Alberto Madrigal, pubblicata da BAO Publishing l'11 novembre 2020.

## Storia editoriale
Le prime tavole del racconto sono state pubblicate sui canali social di Zerocalcare durante le festività natalizie 2019, e visto il successo riscosso si decise di ampliare la storia e lavorare a un libro in parallelo a Scheletri . Il libro è stato pubblicato l'11 novembre 2020, e la prima edizione è andata immediatamente esaurita, richiedendo la stampa di una seconda prima delle festività natalizie.

## Trama
La morte di Babbo Natale mette a rischio la sorte dell’impero dei giocattoli Klauss Inc. che peggiora quando l’erede Figlio Natale per rendere più competitiva l’azienda inizia a produrre articoli contraffatti. Non solo, quando Figlio Natale viene arrestato, la dirigenza passa a Figlia Natale che decide di cambiare l’attività di famiglia. I conseguenti numerosi licenziamenti dei folletti lavoratori produrranno manifestazioni di protesta e tumulti durante i quali muore il folletto Gaetano.
Le controverse versioni delle autorità che provano a far cadere la colpa sui rivoltosi non frenano il clima di tensione e molti folletti vengono arrestati o uccisi: considerati dei sovversivi, i sopravvissuti abbandoneranno il loro villaggio. La Klauss viene ceduta a basso prezzo ad un'altra società: la Easter Krupp. Stessa sorte seguono i dipendenti di Be.fana: dopo le proteste non vengono rinnovati i contratti alle anziane rider ma si procede a nuove assunzioni: il mondo è pieno di vecchi che vogliono lavorare!

## Edizioni
- Classica – Editore: BAO Publishing - ISBN 978-88-3273-521-5
- Variant (Jingle bao edition – tiratura limitata di 3 000 copie) – Editore: BAO Publishing - ISBN 978-88-3273-551-2 - All’interno si trova un interruttore che, se azionato, crea “un’istantanea atmosfera natalizia” riproducendo le note di Jingle Bells Punk eseguita da Francesco “Cek” Bosco.
- Audiolibro - Editore: Storyside - ISBN 978-91-8013-195-7 - con le voci di ZeroCalcare, Neri Marcorè e Caterina Guzzanti